# Mario Kart 8
Mario Kart 8 (japanischer Originaltitel: マリオカート8, Mario Kāto Eito) ist ein Fun-Racer (Rennspiel), der in Europa am 30. Mai 2014 für die Wii U erschienen ist. Es ist der insgesamt elfte Teil der Mario-Kart-Serie, die drei Spiele für Arcade-Automaten miteingerechnet, und der achte Teil der Hauptserie nach Mario Kart 7.
Am 28. April 2017 erschien mit Mario Kart 8 Deluxe eine erweiterte Version für die Nintendo Switch.
Mario Kart 8 erhielt durchweg sehr positive Kritiken. Beide Versionen zusammengerechnet, hat sich Mario Kart 8 mit Stand September 2022 über 55 Millionen Mal verkauft und ist damit nach Wii Sports das bis dahin zweitmeistverkaufte Nintendo-Spiel. Es gilt mit Stand August 2023 als das bisher meistverkaufte Rennspiel.
Am 5. Juni 2025 erschien der Nachfolger Mario Kart World für die Nintendo Switch 2.

## Spielprinzip
Das Spiel setzt auf das klassische Spielprinzip der Mario-Kart-Serie, wobei Charaktere des Mario-Universums gegeneinander Rennen fahren und sich mithilfe von verschiedenen Gegenständen, die in Item-Boxen auf der Fahrbahn zu finden sind, Vorteile verschaffen. Das Spiel enthält viele Elemente aus Mario Kart Wii – dazu zählen die Motorräder und Anzahl der Rennteilnehmer, nämlich zwölf – und einige Elemente aus Mario Kart 7; hierzu zählen Streckenabschnitte im Wasser und in der Luft, sowie die einsammelbaren Münzen, welche die Geschwindigkeit des Karts erhöhen.
Neu sind Abschnitte, an denen man mittels Antigravitation an Wänden und kopfüber fahren kann. Hierfür werden die Räder unter das Fahrzeug geklappt und dienen als Antigravitationsdüsen. Eine taktische Besonderheit dieser Abschnitte ist, dass man durch Kollisionen mit anderen Fahrern einen kleinen Temposchub bekommt und nicht wie auf normaler Strecke abgebremst wird. Mario Kart 8 enthält standardmäßig 32 Strecken, davon sind 16 Strecken komplett neu, die anderen 16 sind Neuauflagen von Strecken aus älteren Mario-Kart-Spielen, die aber auch teilweise mit Antigravitations-Passagen ausgestattet wurden. Grundsätzlich sind die Fahrbahnen enger als in bisherigen Mario Karts, so Konno in einem Interview. Außerdem gibt es vier neue Items: die Wunderacht, durch welche man acht Items gleichzeitig bekommt, die Piranha-Pflanze, die nach gegnerischen Karts und Items in der Nähe schnappt und dabei dem Fahrer Temposchübe gibt, die Bumerangblume, die es erlaubt, dreimal einen Bumerang zu werfen, und die Superhupe, die beim Einsatz eine Schockwelle erzeugt und dadurch gegnerische Karts beiseite schleudert und Items wie Panzer oder sogar Stachi-Panzer zerstört. Auch neue Fahrer sind vorhanden, die noch nie zuvor in der Mario-Kart-Serie zu sehen waren, unter anderem die Koopalinge, Baby-Rosalina und Rosagold-Peach, welche das „Gegenstück“ zu Metall-Mario darstellen soll.
Neben den normalen aus drei (bzw. im Falle von GCN Baby Park aus sieben) Runden gibt es auch Strecken, die aus einer einzigen Runde bzw. drei Abschnitten bestehen. Dem war bereits in Mario Kart 7 so, war im Vorgänger allerdings der Startpunkt stets das Ziel, so gibt es in Mario Kart 8 auch Strecken, die stets bergab oder bergauf führen und einem anderen Punkt enden, so z. B. die Wario-Abfahrt und Big Blue.

### Steuerung
Mario Kart 8 kann auf verschiedene Arten gesteuert werden.
- Mit dem Wii-U-Gamepad kann man entweder mit klassischer Tastensteuerung oder mit Bewegungssteuerung, wobei man durch Neigen des Gamepads, ähnlich einem Lenkrad, lenkt, spielen.
- Mit einem Wii-U-Pro-Controller kann gespielt werden, die Tastenbelegung entspricht der Tastensteuerung mit dem Gamepad. Eine Bewegungssteuerung steht hier nicht zur Verfügung.
- Das Spiel lässt sich auch mit einer Wii-Fernbedienung im Wii Wheel, einem ursprünglich für Mario Kart Wii entwickelten Kunststoff-Lenkrad, steuern. Diese Steuerung entspricht der Lenkrad-Steuerung von Mario Kart Wii.
- Auch mit einer Wii-Fernbedienung und einem angeschlossenen Nunchuk oder Classic Controller lässt sich das Kart steuern.

### Fahrer
In Mario Kart 8 gibt es standardmäßig insgesamt 30 Fahrer, von denen anfangs 16 verfügbar sind, die restlichen 14 werden in zufälliger Reihenfolge durch das Gewinnen von Cups im Grand Prix freigeschaltet. Durch das Beziehen kostenpflichtiger Downloadable-Content-Pakete (DLC) lassen sich zusätzlich sechs weitere Fahrer freischalten. Durch zwei weitere DLC können sechs weitere Fahrer freigeschaltet werden. Anders als in den Vorgängerversionen erscheinen auch noch nicht freigeschaltete Fahrer als Computer-Karts in den Rennen. Die Fahrer sind in drei Gewichtsklassen leicht, mittel und schwer eingeteilt. Die Miis tragen in Mario Kart 8 zum ersten Mal einen Schutzhelm auf dem Kopf. Im Rahmen der 4. Welle des Booster-Streckenpass wurde ein weiterer Fahrer hinzugefügt. Mit der 5. Welle des Booster-Streckenpass wurden drei weitere Fahrer hinzugefügt. Mit der 6. Welle wurden 4 weitere Fahrer hinzugefügt.
| Name         | Gewichtsklasse         |
| ------------ | ---------------------- |
| Mario        | Mittel                 |
| Luigi        | Mittel                 |
| Peach        | Mittel                 |
| Daisy        | Mittel                 |
| Yoshi        | Mittel                 |
| Toad         | Leicht                 |
| Toadette     | Leicht (freischaltbar) |
| Bowser       | Schwer                 |
| Wario        | Schwer                 |
| Waluigi      | Schwer                 |
| Koopa        | Leicht                 |
| Baby Mario   | Leicht                 |
| Baby Luigi   | Leicht                 |
| Baby Peach   | Leicht                 |
| Baby Daisy   | Leicht                 |
| Donkey Kong  | Schwer                 |
| Rosalina     | Schwer (freischaltbar) |
| Lakitu       | Leicht (freischaltbar) |
| Metall-Mario | Schwer (freischaltbar) |

| Name                   | Gewichtsklasse                   |
| ---------------------- | -------------------------------- |
| Shy Guy                | Leicht                           |
| Mii                    | vom Mii abhängig (freischaltbar) |
| Baby Rosalina          | Leicht (freischaltbar)1          |
| Rosagold-Peach         | Schwer (freischaltbar)1          |
| Lemmy Koopa            | Leicht (freischaltbar)1          |
| Larry Koopa            | Leicht (freischaltbar)1          |
| Wendy O. Koopa         | Leicht (freischaltbar)1          |
| Iggy Koopa             | Mittel (freischaltbar)1          |
| Roy Koopa              | Schwer (freischaltbar)1          |
| Morton Koopa Jr.       | Schwer (freischaltbar)1          |
| Ludwig von Koopa       | Mittel (freischaltbar)1          |
| Link                   | Schwer1, 2                       |
| Tanuki-Mario           | Mittel1, 2                       |
| Katzen-Peach           | Mittel1, 2                       |
| Bewohner/in            | Mittel1, 2                       |
| Melinda                | Leicht1, 2                       |
| Knochen-Bowser         | Schwer2                          |
| Inkling-Junge/-Mädchen | Mittel                           |
| Birdo                  | Mittel3                          |
| Mutant-Tyranha         | Schwer3                          |
| Wiggler                | Mittel3                          |
| Kamek                  | Mittel3                          |
| Diddy Kong             | Mittel3                          |
| Funky Kong             | Schwer3                          |
| Peachette              | Mittel3                          |
| Pauline                | Schwer3                          |

### Strecken
Spielbare Strecken/Cups (in den Hubräumen 50 cm³, 100 cm³, 150 cm³, 200 cm³ und Spiegel):
| Pilz-Cup           | Blumen-Cup1          | Stern-Cup1      | Spezial-Cup1          | Panzer-Cup              | Bananen-Cup1               | Blatt-Cup1              | Blitz-Cup1                 | Ei-Cup2            | Triforce-Cup2               | Crossing-Cup3        | Glocken-Cup3                |
| ------------------ | -------------------- | --------------- | --------------------- | ----------------------- | -------------------------- | ----------------------- | -------------------------- | ------------------ | --------------------------- | -------------------- | --------------------------- |
| Mario Kart-Stadion | Marios Piste         | Sonnenflughafen | Wolkenstraße          | Kuhmuh-Weide (Wii)      | Staubtrockene Wüste (GCN)  | Wario-Arena (DS)        | Ticktack-Trauma (DS)       | Yoshis Piste (GCN) | Warios Goldmine (Wii)       | Baby-Park (GCN)      | Koopa-Großstadtfieber (3DS) |
| Wasserpark         | Toads Hafenstadt     | Delfinlagune    | Knochentrockene Dünen | Marios Piste (GBA)      | Donut-Ebene 3 (SNES)       | Sorbet-Land (GCN)       | Röhrenraserei (3DS)        | Excitebike-Stadion | Regenbogen-Boulevard (SNES) | Käseland (GBA)       | Party-Straße (GBA)          |
| Zuckersüßer Canyon | Gruselwusel-Villa    | Discodrom       | Bowsers Festung       | Cheep-Cheep-Strand (DS) | Königliche Rennpiste (N64) | Instrumentalpiste (3DS) | Vulkangrollen (Wii)        | Große Drachenmauer | Polarkreis-Parcours         | Wilder Wipfelweg     | Marios Metro                |
| Steinblock-Ruinen  | Shy Guys Wasserfälle | Wario-Abfahrt   | Regenbogen-Boulevard  | Toads Autobahn (N64)    | DK Dschungel (3DS)         | Yoshi-Tal (N64)         | Regenbogen-Boulevard (N64) | Mute City          | Hyrule-Piste                | Animal Crossing-Dorf | Big Blue                    |

1 Freispielbar

2 Kostenpflichtiger Zusatzinhalt des ersten Downloadable-Content-Pakets

3 Kostenpflichtiger Zusatzinhalt des zweiten Downloadable-Content-Pakets

#### Booster-Streckenpass
Im kostenpflichtigen Booster-Streckenpass von Mario Kart 8 Deluxe sind außerdem folgende Strecken enthalten:
| Welle | Veröffentlichung | Cup                | Strecke                         |
| ----- | ---------------- | ------------------ | ------------------------------- |
| 1     | 18. März 2022    | Goldener Turbo-Cup | Paris-Parcours (Tour)           |
| 1     | 18. März 2022    | Goldener Turbo-Cup | Toads Piste (3DS)               |
| 1     | 18. März 2022    | Goldener Turbo-Cup | Schoko-Sumpf (N64)              |
| 1     | 18. März 2022    | Goldener Turbo-Cup | Kokos-Promenade (Wii)           |
| 1     | 18. März 2022    | Glückskatzen-Cup   | Tokio-Tempotour (Tour)          |
| 1     | 18. März 2022    | Glückskatzen-Cup   | Pilz-Pass (DS)                  |
| 1     | 18. März 2022    | Glückskatzen-Cup   | Wolkenpiste (GBA)               |
| 1     | 18. März 2022    | Glückskatzen-Cup   | Ninja-Dojo (Tour)               |
| 2     | 4. August 2022   | Rüben-Cup          | New-York-Speedway (Tour)        |
| 2     | 4. August 2022   | Rüben-Cup          | Marios Piste 3 (SNES)           |
| 2     | 4. August 2022   | Rüben-Cup          | Kalimari-Wüste (N64)            |
| 2     | 4. August 2022   | Rüben-Cup          | Waluigi-Flipper (DS)            |
| 2     | 4. August 2022   | Propeller-Cup      | Sydney-Spritztour (Tour)        |
| 2     | 4. August 2022   | Propeller-Cup      | Schneeland (GBA)                |
| 2     | 4. August 2022   | Propeller-Cup      | Pilz-Schlucht (Wii)             |
| 2     | 4. August 2022   | Propeller-Cup      | Eiscreme-Eskapade               |
| 3     | 7. Dezember 2022 | Fels-Cup           | London-Tour (Tour)              |
| 3     | 7. Dezember 2022 | Fels-Cup           | Buu-Huu-Tal (GBA)               |
| 3     | 7. Dezember 2022 | Fels-Cup           | Gebirgspfad (3DS)               |
| 3     | 7. Dezember 2022 | Fels-Cup           | Blätterwald (Wii)               |
| 3     | 7. Dezember 2022 | Mond-Cup           | Pflaster von Berlin (Tour)      |
| 3     | 7. Dezember 2022 | Mond-Cup           | Peachs Schlossgarten (DS)       |
| 3     | 7. Dezember 2022 | Mond-Cup           | Bergbescherung (Tour)           |
| 3     | 7. Dezember 2022 | Mond-Cup           | Regenbogen-Boulevard (3DS)      |
| 4     | 9. März 2023     | Frucht-Cup         | Ausfahrt Amsterdam (Tour)       |
| 4     | 9. März 2023     | Frucht-Cup         | Flussufer-Park (GBA)            |
| 4     | 9. März 2023     | Frucht-Cup         | DK Skikane (Wii)                |
| 4     | 9. März 2023     | Frucht-Cup         | Yoshis Eiland                   |
| 4     | 9. März 2023     | Bumerang-Cup       | Bangkok-Abendrot (Tour)         |
| 4     | 9. März 2023     | Bumerang-Cup       | Marios Piste (DS)               |
| 4     | 9. März 2023     | Bumerang-Cup       | Waluigi-Arena (GCN)             |
| 4     | 9. März 2023     | Bumerang-Cup       | Überholspur Singapur (Tour)     |
| 5     | 12. Juli 2023    | Feder-Cup          | Athen auf Abwegen (Tour)        |
| 5     | 12. Juli 2023    | Feder-Cup          | Daisys Dampfer (GCN)            |
| 5     | 12. Juli 2023    | Feder-Cup          | Mondblickstraße (Wii)           |
| 5     | 12. Juli 2023    | Feder-Cup          | Bad-Parcours                    |
| 5     | 12. Juli 2023    | Doppelkirschen-Cup | Los-Angeles-Strandpartie (Tour) |
| 5     | 12. Juli 2023    | Doppelkirschen-Cup | Sonnenuntergangs-Wüste (GBA)    |
| 5     | 12. Juli 2023    | Doppelkirschen-Cup | Koopa-Kap (Wii)                 |
| 5     | 12. Juli 2023    | Doppelkirschen-Cup | Vancouver-Wildpfad (Tour)       |
| 6     | 9. November 2023 | Eichel-Cup         | Rom-Rambazamba (Tour)           |
| 6     | 9. November 2023 | Eichel-Cup         | DK-Bergland (GCN)               |
| 6     | 9. November 2023 | Eichel-Cup         | Daisys Piste (Wii)              |
| 6     | 9. November 2023 | Eichel-Cup         | Piranha-Pflanzen-Bucht (Tour)   |
| 6     | 9. November 2023 | Stachi-Cup         | Stadtrundfahrt Madrid (Tour)    |
| 6     | 9. November 2023 | Stachi-Cup         | Rosalinas Eisplanet (3DS)       |
| 6     | 9. November 2023 | Stachi-Cup         | Bowsers Festung 3 (SNES)        |
| 6     | 9. November 2023 | Stachi-Cup         | Regenbogen-Boulevard (Wii)      |

## Spielmodi

### Einspielermodus
Im Einzelspielermodus spielt der Spieler gegen elf computergesteuerte Gegner. Dabei hat er die Wahl zwischen
- Grand Prix: Hier kann der Spieler in fünf verschiedenen Hubraumklassen, nämlich 50 cm³, 100 cm³, 150 cm³, 150 cm³ mit gespiegelten Strecken und 200 cm³ (die Hubraumklasse 200 cm³ steht seit dem 23. April 2015 mit einem Update zur Verfügung[11]), in acht (inklusive Downloadable-Content-Pakete zwölf) Cups zu je vier Strecken gegen elf Computergegner antreten. Am Ende eines Cups erhält er je nach erreichter Platzierung einen Gold-, Silber- oder Bronze-Pokal und eine Bewertung der fahrerischen Leistung in Form von ein bis drei Sternen.
- Zeitfahren: Hier fährt der Spieler eine Strecke alleine und versucht, mit nur drei Pilzen als Item ausgestattet, eine möglichst gute Zeit aufzustellen. Ebenso gibt es die Möglichkeit, gegen die Zeit eines Entwicklers des Spiels anzutreten. Schafft man dies in allen Cups (Booster-Streckenpass ausgenommen), bekommt man die Goldreifen. Die Geistdaten der Fahrt können gespeichert und in das Nintendo Network hochgeladen werden, sodass andere Spieler dagegen antreten können.
- Versus-Rennen: Hier kann der Spieler Rennen mit eigenen Regeln fahren. Es kann die Anzahl der Rennen, die Hubraumklasse, die Stärke der KI-Fahrer und vieles mehr festgelegt werden.
- Schlacht: Im Gegensatz zu früheren Spielen gibt es nur noch die Ballonbalgerei, welche nun nicht mehr auf speziellen Arenen, sondern auf gewöhnlichen Rundkursen stattfindet. Jeder Spieler hat drei Ballons und muss versuchen, die Ballons der Gegner mithilfe von Items zu zerplatzen. Verliert ein Spieler alle drei Ballons, so scheidet er aus. Die Schlacht endet entweder nach Ablauf des Zeitlimits oder, wenn nur noch ein Spieler übrig ist.

### Mehrspieler-Modus
Im Mehrspieler-Modus können bis zu vier Spieler im Split-Screen-Modus entweder im Grand Prix, Versus-Rennen oder Schlacht-Modus gegeneinander antreten. Da das Spiel nur ein Gamepad unterstützt, müssen alle weiteren Spieler Wii-U-Pro-Controller, Wii-Fernbedienungen, oder Wii-Fernbedienungen mit Classic Controller oder Nunchuk verwenden. Bei zwei Spielern ist der Bildschirm in der Mitte vertikal geteilt, bei drei oder vier Spielern steht jedem ein Viertel des Bildschirmes zur Verfügung, der vierte Abschnitt wird bei drei Spielern von einer allgemeinen Ansicht des Rennens eingenommen.

### Online-Spiel
Über das Nintendo Network kann man alleine oder mit einem zweiten Spieler online gegen bis zu zwölf Spieler aus aller Welt antreten. Der zweite Spieler wird jedoch nicht mehr, wie noch in Mario Kart Wii, als Gast angemeldet, sondern als vollwertiger Spieler mit eigenem Mii-Charakter und eigener Punktezahl. Online können entweder Versus-Rennen oder Schlachten bestritten werden, die Leistung in diesen wird dabei nach einem Punktesystem gemessen, wobei man für bessere Platzierungen Punkte erhält und für schlechtere Platzierungen Punkte verliert, dies ist aber nicht nur von der Platzierung an sich, sondern auch von den Punktezahlen der Gegner abhängig. Es konnten vor einem Update bis zu 9.999 Punkte. Seit einem Update können nun auch bis zu 99.999 Punkte gesammelt werden. Neu ist, das nun auch Turniere erstellt und ausgetragen werden können. Jedes Turnier hat einen individuellen Zahlencode, über den es von jedem gefunden werden kann. Es können, ähnlich wie beim Versus-Rennen im Einzelspielermodus die Rennregeln festgelegt werden, außerdem kann festgelegt werden, wann das Turnier stattfindet, wie viele Punkte man mindestens haben muss, um beitreten zu können und ob man den Zahlencode braucht, um beitreten zu können.

### Mario Kart Television
Mario Kart Television (kurz MK TV) ist ein Modus, in dem man sich Videos von vergangenen Rennen anschauen kann. Jedes Rennen, egal in welchem Modus, wird im Hintergrund aufgezeichnet. Nach dem Rennen kann man sich durch Klicken auf die Schaltfläche „Highlights ansehen“ ein Video der automatisch ausgewählten Highlights des Rennens ansehen. Für dieses Video können verschiedene Einstellungen festgelegt werden, beispielsweise kann man einem oder mehreren Fahrern die Hauptrolle zuweisen, damit diese am häufigsten gezeigt werden, außerdem lässt sich ein Schwerpunkt (Items, Action, Driften oder Treffer) und eine ungefähre Dauer festlegen. Während des Ansehens des Videos auf der Konsole ist es möglich, in Zeitlupe zu sehen und zurück – oder vorzuspulen. Das Highlights-Video kann ins Miiverse und auf YouTube hochgeladen werden. Ein Rennen kann auch in den MKTV-Favoriten gespeichert und später über die MKTV-Schaltfläche im Hauptmenü des Spieles eingesehen werden. Nintendo erhält dabei einen Teil der Einnahmen, die Google mit diesen Videos, beispielsweise durch Werbung, erzielt.

## Entwicklung
Mario Kart 8 wurde vom Software Development Department No. 1 der Nintendo Entertainment Analysis & Development (EAD) entwickelt; dem Team, das für die Reihe verantwortlich ist. Im Gegensatz zum Vorgänger wurde das Spiel einzig von diesem Team entwickelt, ein anderes Studio ist nicht beteiligt. Die Entwicklung begann erst Mitte 2012. Der zuständige Produzent ist der Teammanager Hideki Konno. Die Rolle des Directors bekleidet Kosuke Yabuki, der schon bei der Entwicklung des Vorgängers die gleiche Stellung innehatte.
Die Inspiration für den simplen Titel Mario Kart 8 stellte laut Konno eine Strecke in Form eines Möbiusbandes dar.
Zu den Ideen, die während der Entwicklung verworfen wurden, gehört unter anderem ein Bohrer, der Fahrten unter der Erde erlaubt hätte; dieser wurde zugunsten der Antigravitation verworfen. Yabuki sagte in einem Interview, dass die Idee der Antigravitation von Mario Kart 7 inspiriert wurde, in dem es bereits variierende Schwerkraft, beispielsweise für Unterwasserabschnitte und den Mond im Regenbogen-Boulevard, gab und dass der Dreh-Turbo von japanischen Kreiseln inspiriert wurde.

### Ankündigung

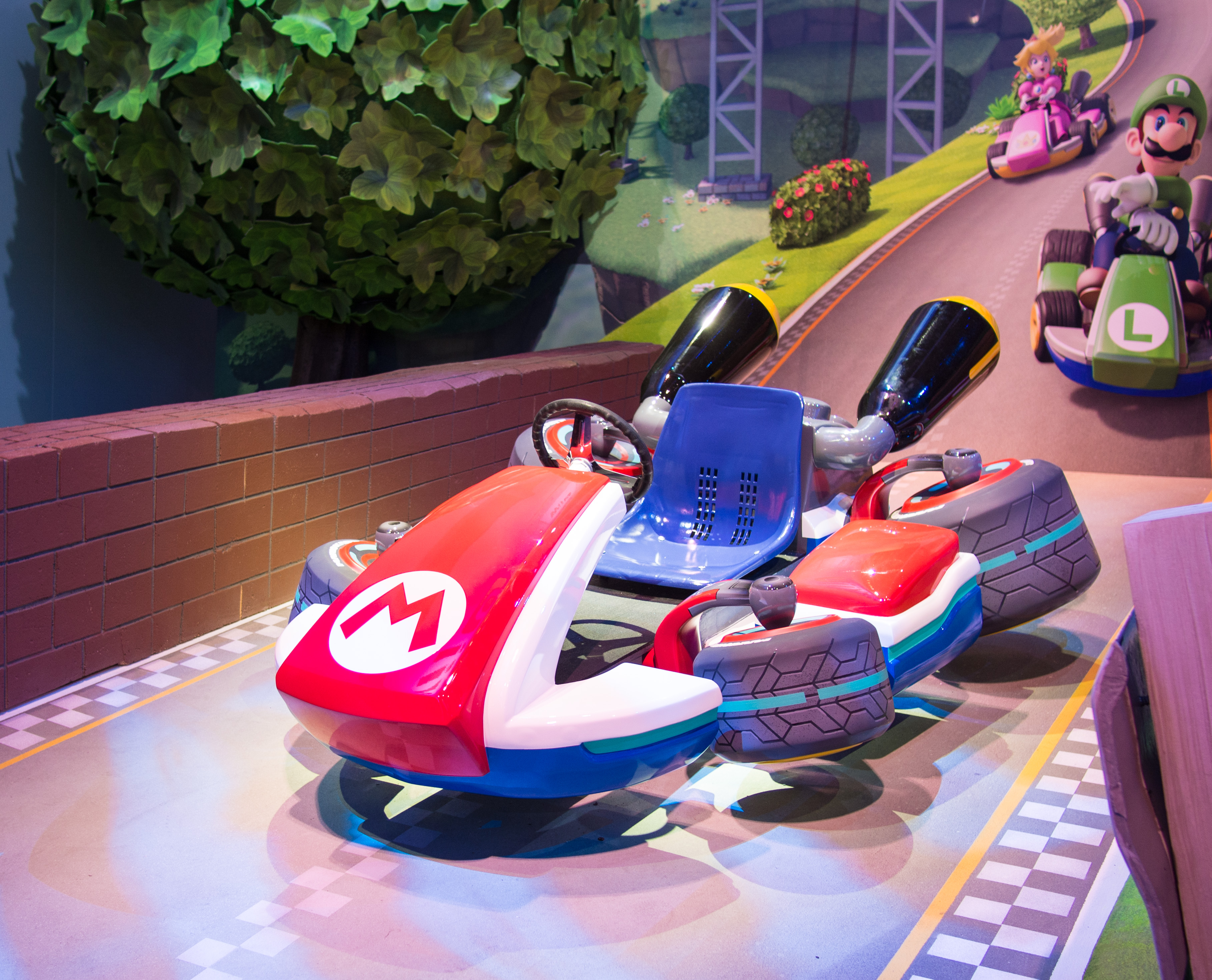
Replika eines Mario Karts auf der E3 2013

2011 wurde von Hideki Konno bei einem Interview bekanntgegeben, dass ein Mario Kart für die Wii U in Arbeit sei. Während einer Nintendo-Direct-Webshow am 23. Januar 2013 bestätigte Nintendo-Präsident Satoru Iwata ein Mario Kart für die Wii U abermals und versprach eine Enthüllung sowie anspielbare Version auf der E3 2013. Auf der Messe, die am 11. Juni 2013 stattfand, enthüllte Nintendo schließlich Mario Kart 8 und ließ es Fachbesucher anspielen. Außerdem stand in ausgewählten Best-Buy-Filialen in den USA eine Demoversion des Spiels zum Testen zur Verfügung. Im Jahre 2013 war es auch auf der Gamescom in Köln und der Game City in Wien anspielbar, die Demoversion enthielt zwölf Fahrer, die mit vordefinierten Karts fuhren und drei Strecken, nämlich Toads Hafenstadt, Gruselwusel-Villa und Marios Piste, auf denen je zwei Runden gegen einen anderen Spieler und zehn Computergegner gespielt wurden.
Am 30. April 2014 brachte Nintendo, nachdem es bereits in normalen Nintendo Directs immer wieder Trailer zu Mario Kart 8 gegeben hatte, eine umfassende Mario Kart 8 Direct heraus, in der unter anderem Mario Kart TV, neue Fahrer und Gegenstände und der Onlinemodus vorgestellt und erklärt wurden, auch die letzten noch fehlenden Strecken wie der Regenbogen-Boulevard wurden gezeigt.
Am 6. Mai 2014 wurde angekündigt, dass man an einer Web-App für Smartphones arbeite, die einem ermöglichen soll, nachzusehen, ob gerade Freunde online sind und Mario Kart 8 spielen, außerdem soll sie einem ermöglichen, die Highscore-Listen einzusehen.

### Grafik
Das Spiel läuft im Einzelspieler- und Onlinemodus mit einer Auflösung von 720p und einer Bildrate von 60 fps. Da, wenn computergesteuerte Karts mitfahren, alle 60 Frames ein Frame doppelt angezeigt wird, beträgt die Bildrate dann 59 Bilder pro Sekunde (FPS). Die Ursache dafür ist jedoch noch nicht bekannt.
Spielt man im Splitscreenmodus zu zweit tritt dieser Effekt, wenn Computergegner mitfahren, auch auf. Im Splitscreen zu dritt oder zu viert scheint die Bildrate auf 30 Bilder pro Sekunde zu sinken, tatsächlich läuft das Spiel auch dann noch mit 60 fps, wobei jedoch die Anzeigen im Kopf- und Fußbereich in anderen Frames geupdatet werden, als das Bild.

## Zusatzinhalte
Mitte 2014 erschien ein kostenloses Downloadable-Content-Paket (DLC) in Kooperation mit Mercedes-Benz als Werbung für den Mercedes-Benz GLA. Der DLC enthält das Mercedes-Benz-GLA-SUV mit passendem Reifenset, einen Mercedes-Benz-300SL-Roadster und den Silberpfeil Mercedes-Benz W 25. Mit dem DLC wurde ein Update veröffentlicht, das unter anderem einen weiteren Menüpunkt „Shop“ hinzufügt, worüber dieser und weitere DLCs heruntergeladen werden können. Im November 2014 und im April 2015 wurden kostenpflichtige, herunterladbare Zusatzpakete veröffentlicht. Jedes dieser Zusatzpakete enthält acht neue Strecken, vier neue Fahrzeuge und drei Charaktere. Das zuerst Erschienene enthält Link aus The Legend of Zelda, Mario im Tanuki-Anzug und Peach im Katzen-Anzug als neue Fahrer, das Zweite bringt den Bewohner und Melinda aus Animal Crossing sowie Knochen-Bowser.
Im April 2015 wurde auch eine kostenlos herunterladbare Aktualisierung veröffentlicht, die die neue Hubraumklasse 200 cm³ und weitere Amiibo-Kostüme enthält.
Im Juli 2018 erschien exklusiv für Mario Kart 8 Deluxe ein kostenloses Update, welches den Recken-Link aus The Legend of Zelda: Breath of the Wild, den „Para-Gleiter“, den aus dem Expansion-Pass von Breath of the Wild bekannten „Eponator Zero“ und die dazugehörigen „antiken Reifen“ hinzufügte.

### Booster-Streckenpass
Auf einer Nintendo Direct vom 9. Februar 2022 wurde der kostenpflichtige „Booster-Streckenpass“ für Mario Kart 8 Deluxe angekündigt. Mitgliedern von „Nintendo Switch Online + Erweiterungspass“ wird dieser kostenlos zur Verfügung gestellt, solange die Mitgliedschaft besteht. Ohne diese kann er im Nintendo eShop für 24,99 Euro herunterladen werden. Der Pass enthält 48 Retro-Rennstrecken, die in sechs Wellen à zwei Cups bis Ende 2023 veröffentlicht werden sollen. Darüber hinaus enthielt Welle 4 mit Birdo einen neuen Fahrer. Fünf weitere sollen in den beiden verbleibenden Wellen folgen.
| Cup                | Veröffentlichung | Enthaltene Strecken                                  |
| Welle 1            | Welle 1          | Welle 1                                              |
| ------------------ | ---------------- | ---------------------------------------------------- |
| Goldener Turbo-Cup | 18. März 2022    | Paris-Parcours aus Mario Kart Tour                   |
| Goldener Turbo-Cup | 18. März 2022    | Toads Piste aus Mario Kart 7                         |
| Goldener Turbo-Cup | 18. März 2022    | Schoko-Sumpf aus Mario Kart 64                       |
| Goldener Turbo-Cup | 18. März 2022    | Kokos-Promenade aus Mario Kart Wii                   |
| Glückskatzen-Cup   | 18. März 2022    | Tokio-Tempotour aus Mario Kart Tour                  |
| Glückskatzen-Cup   | 18. März 2022    | Pilz-Pass aus Mario Kart DS                          |
| Glückskatzen-Cup   | 18. März 2022    | Wolkenpiste aus Mario Kart: Super Circuit            |
| Glückskatzen-Cup   | 18. März 2022    | Ninja-Dojo aus Mario Kart Tour                       |
| Welle 2            |                  |                                                      |
| Rüben-Cup          | 4. August 2022   | New-York-Speedway aus Mario Kart Tour                |
| Rüben-Cup          | 4. August 2022   | Marios Piste 3 aus Super Mario Kart                  |
| Rüben-Cup          | 4. August 2022   | Kalimari-Wüste aus Mario Kart 64                     |
| Rüben-Cup          | 4. August 2022   | Waluigi-Flipper aus Mario Kart DS                    |
| Propeller-Cup      | 4. August 2022   | Sydney-Spritztour aus Mario Kart Tour                |
| Propeller-Cup      | 4. August 2022   | Schneeland aus Mario Kart: Super Circuit             |
| Propeller-Cup      | 4. August 2022   | Pilz-Schlucht aus Mario Kart Wii                     |
| Propeller-Cup      | 4. August 2022   | Eiscreme-Eskapade (Neu)                              |
| Welle 3            |                  |                                                      |
| Fels-Cup           | 7. Dezember 2022 | London-Tour aus Mario Kart Tour                      |
| Fels-Cup           | 7. Dezember 2022 | Buu-Huu-Tal aus Mario Kart: Super Circuit            |
| Fels-Cup           | 7. Dezember 2022 | Gebirgspfad aus Mario Kart 7                         |
| Fels-Cup           | 7. Dezember 2022 | Blätterwald aus Mario Kart Wii                       |
| Mond-Cup           | 7. Dezember 2022 | Pflaster von Berlin aus Mario Kart Tour              |
| Mond-Cup           | 7. Dezember 2022 | Peachs Schlossgarten aus Mario Kart DS               |
| Mond-Cup           | 7. Dezember 2022 | Bergbescherung aus Mario Kart Tour                   |
| Mond-Cup           | 7. Dezember 2022 | Regenbogen-Boulevard aus Mario Kart 7                |
| Welle 4            |                  |                                                      |
| Frucht-Cup         | 9. März 2023     | Ausfahrt Amsterdam aus Mario Kart Tour               |
| Frucht-Cup         | 9. März 2023     | Flussufer-Park aus Mario Kart: Super Circuit         |
| Frucht-Cup         | 9. März 2023     | DK Skikane aus Mario Kart Wii                        |
| Frucht-Cup         | 9. März 2023     | Yoshis Eiland (Neu)                                  |
| Bumerang-Cup       | 9. März 2023     | Bangkok-Abendrot aus Mario Kart Tour                 |
| Bumerang-Cup       | 9. März 2023     | Marios Piste aus Mario Kart DS                       |
| Bumerang-Cup       | 9. März 2023     | Waluigi-Arena aus Mario Kart: Double Dash!!          |
| Bumerang-Cup       | 9. März 2023     | Überholspur Singapur aus Mario Kart Tour             |
| Welle 5            |                  |                                                      |
| Feder-Cup          | 12. Juli 2023    | Athen auf Abwegen aus Mario Kart Tour                |
| Feder-Cup          | 12. Juli 2023    | Daisys Dampfer aus Mario Kart: Double Dash           |
| Feder-Cup          | 12. Juli 2023    | Mondblickstraße aus Mario Kart Wii                   |
| Feder-Cup          | 12. Juli 2023    | Bad-Parcours (Neu)                                   |
| Doppelkirschen-Cup | 12. Juli 2023    | Los-Angeles-Strandpartie aus Mario Kart Tour         |
| Doppelkirschen-Cup | 12. Juli 2023    | Sonnenuntergangs-Wüste aus Mario Kart: Super Circuit |
| Doppelkirschen-Cup | 12. Juli 2023    | Koopa-Kap aus Mario Kart Wii                         |
| Doppelkirschen-Cup | 12. Juli 2023    | Vancouver-Wildpfad aus Mario Kart Tour               |
| Welle 6            |                  |                                                      |
| Eichel-Cup         | 9. November 2023 | Rom-Rambazamba aus Mario Kart Tour                   |
| Eichel-Cup         | 9. November 2023 | DK-Bergland aus Mario Kart: Double Dash              |
| Eichel-Cup         | 9. November 2023 | Daisys Piste aus Mario Kart Wii                      |
| Eichel-Cup         | 9. November 2023 | Piranha-Pflanzen-Bucht aus Mario Kart Tour           |
| Stachi-Cup         | 9. November 2023 | Stadtrundfahrt Madrid aus Mario Kart Tour            |
| Stachi-Cup         | 9. November 2023 | Rosalinas Eisplanet aus Mario Kart 7                 |
| Stachi-Cup         | 9. November 2023 | Bowsers Festung 3 aus Super Mario Kart               |
| Stachi-Cup         | 9. November 2023 | Regenbogen-Boulevard aus Mario Kart Wii              |

### Amiibo
Mario Kart 8 unterstützt Amiibo; so kann man mit Hilfe von 19 Amiibo-Figuren besondere Anzüge für den Mii-Charakter erhalten.

### Nintendo Labo
Mario Kart 8 Deluxe unterstützt Nintendo Labo. Am 26. Juni 2018 erschien ein Update, welches Mario Kart 8 Deluxe mit dem Motorrad-Toy-Con des Multi-Sets kompatibel macht. Am 14. September 2018 erschien ein weiteres Update, mit dem man Mario Kart 8 Deluxe mit dem Lenkrad-Toy-Con des Fahrzeug-Sets spielen kann.

## Promotion und Editionen
Für Mario Kart 8 wurde eine Bonus-Spiel-Aktion ins Leben gerufen: Registrierte man das Spiel zwischen dem 30. Mai und dem 31. Juli per mitgeliefertem Code im Club Nintendo, so erhielt man einen kostenlosen Download-Code für eines von zehn ausgewählten Spielen.
Mario Kart 8 gibt es in verschiedenen Editionen zu kaufen, darunter die Limited Edition, die neben dem Spiel auch eine Stachipanzer-Figur enthält, eine Amazon-exklusive Steelbook-Edition und in Großbritannien ein Special-Bundle mit einem T-Shirt mit Kugelwilli-Aufdruck und einem Roten Panzer als Schlüsselanhänger.
Das Spiel gibt es auch im Bundle mit einem Wii-U-Premium-Pack zu kaufen. Im englischen Online-Store gibt es spezielle Mario- bzw. Luigi-Bundles, die neben der Konsole und dem Spiel eine Gamepad-Schutzhülle, eine Wii-Fernbedienung und ein Wii-Wheel in den Farben von Mario bzw. Luigi beinhalten.
Nintendo ging eine Kooperation mit Pennzoil, einer amerikanischen Motorölmarke, ein, um für Mario Kart 8 zu werben; es wurde mit Go-Karts im Mario-Kart-Design auf einem speziellen Rundkurs gefahren, auf dem bestimmte Mario-Kart-Items durch Icons dargestellt wurden.

## Rezeption
Die Wertungen waren überwiegend positiv, vor allem das Streckendesign und die Grafik wurden gelobt. Bemängelt wurde unter anderem der Kampfmodus, der nur auf normalen Rennstrecken stattfindet.
Anhand von 82 Wertungen erhält Mario Kart 8 für die Wii U bei Metacritic einen weltweiten Wertungsdurchschnitt von 88 %. Die Deluxe-Version für die Nintendo Switch kommt auf einen weltweiten Wertungsdurchschnitt von 92 % bei 95 Wertungen.
Auf der Spielemesse Gamescom im August 2013 wurde Mario Kart 8 mit einer hauseigenen Auszeichnung in den Kategorien bestes Familien- und bestes Wii-U-Spiel ausgezeichnet.
In Großbritannien stiegen die Verkäufe der Wii U nach Erscheinen des Spieles um 666 % an, wobei 82 % der verkauften Wii-U-Konsolen Bundles mit Mario Kart 8 waren.
Insgesamt wurde das Spiel weltweit bis zum 31. März 2020 etwa 8,45 Millionen Mal verkauft und gilt somit als das meistverkaufte Wii-U-Spiel.
Auszeichnungen
- The Game Awards 2014[42]
  - Bestes Sport-/Rennspiel
  - Beste Familienunterhaltung
- DICE Awards 2015[43]
  - Rennspiel des Jahres

## Mario Kart 8 Deluxe
Am 13. Januar 2017 wurde Mario Kart 8 Deluxe  für die Nintendo Switch angekündigt. Diese Version enthält die Inhalte der Wii-U-Version (inklusive aller Downloadable-Content-Inhalte) sowie einen Schlacht-Modus mit neuen Arenen, der bereits aus den Vorgängern von Mario Kart 8 bekannt ist. Außerdem wurden als zusätzliche Charaktere die Inklinge aus Splatoon, König Buu Huu, Knochentrocken und Bowser Jr. hinzugefügt. Auch neue Items wurden ergänzt sowie die Möglichkeit, zwei Items gleichzeitig zu besitzen.
Im Gegensatz zur Wii-U-Version läuft das Spiel mit einer Auflösung von 1080p (anstelle von 720p) und 60 Bildern pro Sekunde (statt 59). Ab drei Mitspielern wird die Framerate allerdings auf 30 fps begrenzt.
Das Spiel ist seit dem 28. April 2017 erhältlich. In den USA konnte sich das Spiel am ersten Tag mehr als 459.000 Mal verkaufen, was einen neuen Verkaufsrekord für die Reihe darstellt. Dem hinzu kommen ca. 90.000 digitale Verkäufe. In Großbritannien landete das Spiel in der ersten Verkaufswoche an der Spitze der Verkaufscharts, etwas, das seit 2011 kein Nintendo-Spiel mehr geschafft hat. Auch in Japan war der Release sehr erfolgreich. So wurde das Spiel bis zum 21. Mai bereits ca. 440.000 Mal verkauft.
Weltweit konnte sich Mario Kart 8 Deluxe bis zum 31. Dezember 2017 ganze 7,33 Millionen Mal verkaufen und somit in weniger als einem Jahr nah an die Verkäufe der drei Jahre älteren Wii-U-Version herankommen. Bis zum 31. März 2022 verkaufte sich der Titel weltweit etwa 45,33 Millionen Mal. Stand 31. März 2025 wurden 68,20 Millionen Kopien des Spiels verkauft, womit es die Liste der meistverkauften Nintendo-Switch-Spiele anführt.

## Trivia
- Die 8 im Logo stellt ein Möbiusband dar.
- Bis zum 31. März 2015 wurden von Nintendo weltweit 5,11 Millionen Einheiten verkauft.[53]
- Bis zum 31. Dezember 2017 wurden weltweit 8,4 Millionen Einheiten des Spiels verkauft.[41]
- Mario Kart 8 konnte sich in Deutschland bis Mai 2015 über 200.000 Mal verkaufen.[54]